# Грязь и ярость
«Грязь и ярость» (англ. The Filth and the Fury) — документальный фильм 2000 года режиссёра Джульена Темпла о легендарной панк-группе Sex Pistols.

## Сюжет
Фильм повествует о легендарной британской анархо-панк группе Sex Pistols. Он прослеживает историю группы с момента становления до распада.
В фильме присутствуют редкие архивные съёмки прослеживающие историю группы от пригородных лондонских пабов до Зимнего стадиона в Сан-Франциско, где 14 января 1978 года Sex Pistols дали свой последний концерт.
Режиссёр предлагает оценить культурную и политическую ситуацию в Лондоне середины семидесятых годов, проникнуть в сущность и идеологию панк-движения, провести анализ причин его появления и возникновения невероятной популярности самой скандальной, нелепой и харизматичной группы британского рок-н-ролла. Фильм состоит из интервью участников группы, включая редкие интервью покойных Сида Вишеса и Нэнси Спанджен, отрывки из английских фильмов и телепередач, а также включает раритетные детские фотографии членов группы. Это вторая работа режиссёра с группой — до этого в 1980 году он снял Sex Pistols в полудокументальном фильме «Великое надувательство рок-н-ролла».

## Саундтрек
В 2002 году был выпущен саундтрек к фильму который включает 2 диска.

### CD 1
1. «God Save the Queen (Symphony)»
2. «Shang-A-Lang» — Bay City Rollers
3. «Pictures of Lily» — The Who
4. «Virginia Plain» — Roxy Music
5. ««School’s Out» — Alice Cooper
6. «Skinhead Moonstomp» — Symarip
7. «Glass Of Champagne» — Sailor
8. «Through My Eyes» — The Creation
9. «The Jean Genie» — David Bowie
10. «I’m Eighteen» — Alice Cooper
11. «Submission» — Sex Pistols
12. «Don’t Gimme No Lip Child» — Sex Pistols
13. «What’cha Gonna Do About It» — Sex Pistols
14. «Road Runner» — Sex Pistols
15. «Substitute» — Sex Pistols
16. "Seventeen — Sex Pistols

### CD 2
1. «Anarchy in the UK» — Sex Pistols
2. «Pretty Vacant» — Sex Pistols
3. «Did You No Wrong» — Sex Pistols
4. «Liar» — Sex Pistols
5. «EMI» — Sex Pistols
6. «No Feelings» — Sex Pistols
7. «I Wanna Be Me» — Sex Pistols
8. «Way Over (In Dub)» — Tapper Zukie
9. «Looking for a Kiss» — New York Dolls
10. «Holidays in the Sun» — Sex Pistols
11. «No Fun» — Sex Pistols